# Hilo

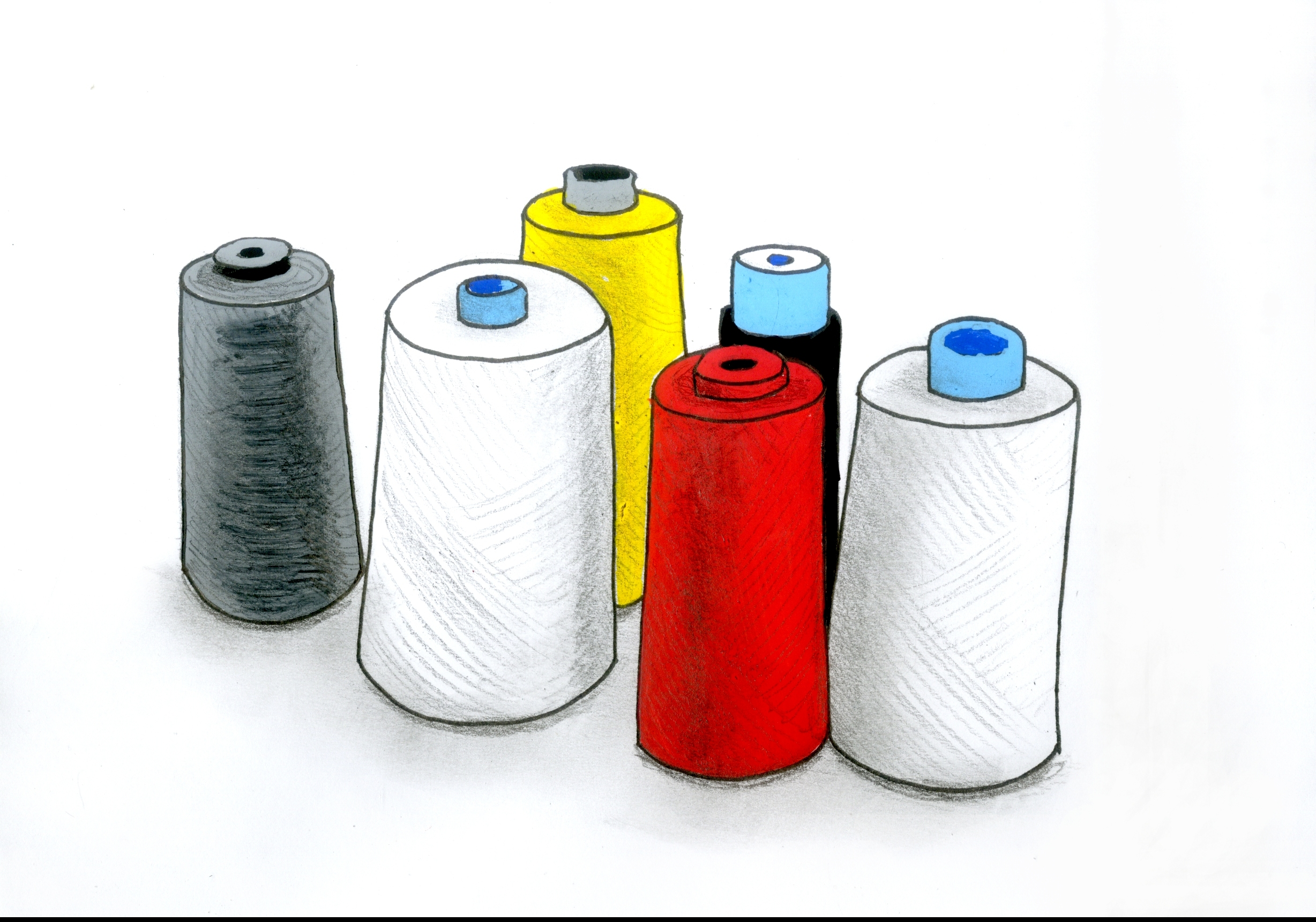
Bobinas de hilo.

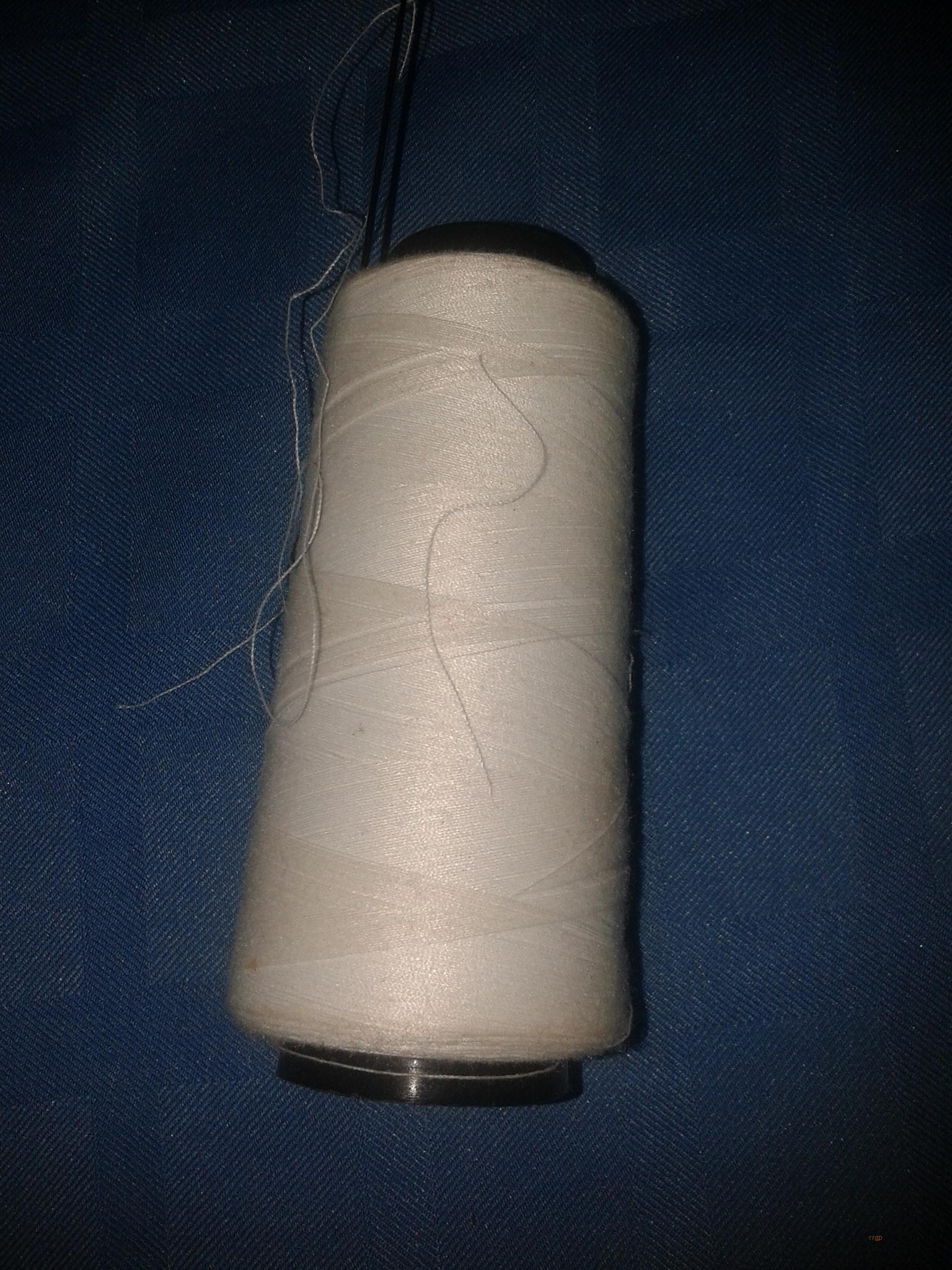
Hilo de coser de algodón blanco.

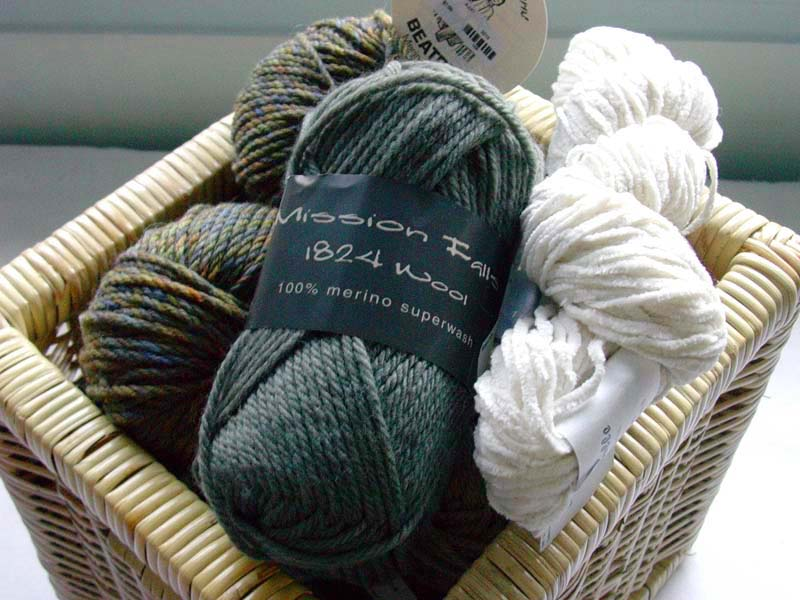
Hilo de tejer o hilaza.

Un hilo es una hebra larga y delgada de un material textil, especialmente la que se usa para coser.
La mayor parte de las fibras textiles, salvo la seda y las fibras sintéticas, no exceden de algunos centímetros de longitud, por lo que es necesario el proceso de hilado. Los hilos se emplean ampliamente en la industria textil para coser, tejer, etc.
Tiene aproximadamente 30 fibras en cada hilo.

## Historia
El hilo trenzado, usado en forma de cordón o cuerdas, que pudo ser una de las primeras técnicas textiles, parece claro que fueron empleadas desde el Gravetiense (Paleolítico Superior), a partir de fibras vegetales finas. Para este periodo tenemos la aparición de las agujas, con perforaciones finas.